# Fortress 2: Re-Entry
Fortress 2: Re-Entry (Fortaleza Infernal 2, en España) es una película de acción del año 2000 producida entre Estados Unidos y Luxemburgo. Fue dirigida por Geoff Murphy. Es la secuela  de Fortaleza Infernal. En la película, el actor principal Christopher Lambert retoma su rol de John Henry Brennick.

## Argumento
Diez años después de los acontecimientos de la primera película, John Brennick está escondido en una zona de montaña. Su hijo Danny le pide que vaya a casa inmediatamente. Cuando llega, hay tres personas esperándole, quienes le piden ayuda para destruir de una vez por todas la tiránica compañía Men-Tel, responsable de los sucesos de la primera película. John pasa de ellos. Es entonces cuando unos helicópteros de la compañía aparecen. John envía a Danny y a Karen a través de un paso subterráneo, mientras él hace de cebo y es capturado.
John despierta en una habitación, donde una voz le dice que está otra vez prisionero y condenado a muerte, la historia se repite. Ha sido implantado con un dispositivo de modificación del comportamiento en su cabeza. También encuentra a uno de los hombres que le visitó y a otros tipos que le serán útiles.
Brennick empieza a hacer enemigos casi inmediatamente. Un vídeo del Director Teller "da la bienvenida a" los prisioneros nuevos. Les muestra la ejecución de una prisionera cuyo cadáver es arrojado al espacio, pues la nueva prisión es de hecho una estación espacial orbitando alrededor de la Tierra que se alimenta de paneles solares.
Brennick Intenta huir en una lanzadera, pero es atrapado y enviado a "El Agujero", un área expuesta con calor y frío extremos. Cuándo los hombres de Men-Tel llegan a la estación intentan matarle, pero John escapa aguantando su respiración en el espacio (sic) y volviendo a bordo por una puerta trasera. Debido a la descompresión que provoca, la computadora de la estación empieza a funcionar bastante mal. John roba una pistola, destruye el ordenador y Teller muere electrocutado. John y todos sus amigos se embarcan en una lanzadera y vuelven a la Tierra, donde John se reúne con su familia.

## Reacción crítica
Almar Haflidason De la BBC dijo: "[ es] una película que carece de energía [y] varios momentos de acción se arruinan por ángulos de cámara torpes [pero] en conjunto es bastante más entretenida que otras películas de serie B." Kim Newman del Instituto de Películas británico dijo que el director Geoff Murphy hace un trabajo decente."
Nathan Shumate dijo que es una película pasable con unos adecuados efectos espaciales. Ficción y Horror dijo que  las escenas de acción y el clímax donde la estación espacial explota están bien filmadas pero no llega al nivel de el original."